# Алла Пугачёва. Тот самый концерт
«Алла Пугачёва. Тот самый концерт» — музыкальный фильм, в основу которого легли съёмки юбилейного концерта Аллы Пугачёвой под названием «P.S.», прошедшего в Государственном Кремлёвском Дворце. Премьера состоялась 31 октября 2019 года на Дальнем Востоке, затем география показов расширялась на запад, имитируя концертный тур артиста. 6 декабря певица представила фильм на специальном показе в кинотеатре «Октябрь». «Тот самый концерт» стал самым кассовым фильмом-концертом в российском постсоветском кинопрокате. Его посмотрело более 320 000 зрителей, а общие сборы превысили 93 миллиона рублей. Основной дистрибьютор ленты — компания «Централ Партнершип».

## Концерт «Алла Пугачёва. P.S.»
17 апреля 2019 года в Государственном Кремлёвском Дворце после 10-летнего перерыва состоялся сольный концерт Аллы Пугачёвой под названием «P.S.». Он был приурочен к 70-летнему юбилею певицы. Над ним работали: режиссёр Филипп Григорьян, хореограф Егор Дружинин, звукорежиссёр и саунд-продюсер Анатолий Лопатин, художник по костюмам Алина Герман. В концерте приняли участие балерина Анастасия Волочкова (танцевала на песне «Жизнь напоказ») и премьер Большого театра Артём Овчаренко (танцевальный номер «Свеча горела на столе»). Во время исполнения песни «Женщина, которая поёт» на сцену вышла семья Пугачёвой: муж Максим Галкин, дети Кристина Орбакайте, Лиза и Гарри Галкины, а также внуки Никита Пресняков, Дени Байсаров и Клавдия Земцова.
Билеты на концерт поступили в продажу 21 декабря 2018 года и были раскуплены за несколько часов, при том, что их можно было приобрести только в кассах Кремлёвского Дворца. По сообщениям СМИ, при официальной стоимости билетов от 2500 до 70 000 рублей, у спекулянтов и перекупщиков она впоследствии достигала 300 000 и даже 400 000 рублей.
2 ноября 2019 года Пугачёва повторила кремлёвский концерт на сцене пятнадцатитысячной Минск-Арены в Беларуси. Сет-лист минского концерта был аналогичен московскому, за исключением песен «На коне» и «Я смогу». Теле- и киносъёмки в Минске не проводилось, поэтому в фильм «Тот самый концерт» вошли записи только из Москвы.
В рейтинге, опубликованном газетой «Коммерсантъ», шоу «P.S.» названо «Самым популярным концертом 2019 года». Это же издание отмечает, что кассовый сбор «P.S.» составил $1,5—2 млн, что позволило ему занять 5-е место в рейтинге «Самые кассовые концерты 2019 года» (после выступления группы Rammstein на Большой спортивной арене, концертов Metallica, «Группировки Ленинград» и Эда Ширана).
Шоу «Алла Пугачёва. P.S.» получило премию «Звуковая дорожка» газеты «Московский комсомолец» в номинации «Концерт года». Оно также попало в шорт-лист премии «ЖАРА Music Awards» в номинации «Лучшее шоу года».

## Сет-лист
В сет-лист концерта «P.S.» вошли преимущественно новые, ранее не представленные публике песни: «Я сегодня обеты молчанья нарушу» (ранее в репертуаре Валентины Толкуновой), «Анестезия», «На коне», «Вольная», «Жизнь напоказ» и другие; кроме того, певица включила и несколько известных композиций, к которым сама написала музыку: «Всё хорошо», «Не делайте мне больно, господа», «Святая ложь», «Женщина, которая поёт» и др. Только две песни — «Звезда» на стихи Диомида Костюрина и «Свеча горела на столе» на стихи Бориса Пастернака — звучали в предыдущей концертной программе Пугачёвой -— «Сны о любви». Помимо песен, музыку к которым написала сама певица, из более раннего репертуара в сет-лист вошли также песни «Как-нибудь», «Соловушка» и «Любовь, похожая на сон». В качестве эпиграфа использовался фрагмент стихотворения «P.S.» Дианы Балыко. Он дал название концерту, был напечатан на билетах и именно с него начинается фильм «Алла Пугачёва. Тот самый концерт».
Ты замечаешь, как время уходит в постскриптум?
Я замечаю, как жизнь безвозвратно уходит.
Но остаются слова... и твои фотоснимки...
...и размышления об иллюзорной свободе...Диана Балыко
Композицию «Мой друг» Пугачёва посвятила мужу Максиму Галкину, а «Серое пальто» — Владимиру Трифонову, редактору программы «С добрым утром!» Всесоюзного радио. Именно он заметил 16-летнюю певицу, пригласил выступить в своей передаче, помогал с записью первых песен — «Робот» (1965), «Как бы мне влюбиться» (1966), «Не спорь со мной» (1966) и др. — и всячески способствовал её карьере. Например, Трифонову принадлежит идея монтажного дуэта на песню «Великаны» (1966) начинающей исполнительницы с уже популярным на тот момент певцом Эдуардом Хилем. Самого Хиля в известность о «дуэте» не поставили, из-за чего он впоследствии устроил скандал, но песня уже звучала на Всесоюзном радио, что также сильно облегчало молодой Пугачёвой делать первые шаги на профессиональной сцене.
Сет-лист кино-версии совпадает с концертным, за исключением песни «Я смогу», которая не попала в финальный монтаж картины.
| №                   | Название                                      | Текст песни                            | Музыка                          | Примечание                                                             | Длительность |
| ------------------- | --------------------------------------------- | -------------------------------------- | ------------------------------- | ---------------------------------------------------------------------- | ------------ |
| 1.                  | «Я сегодня, возможно, заветы молчанья нарушу» | Карина Филиппова                       | Андрей Ктитарев                 |                                                                        | 4:27         |
| 2.                  | «Анестезия»                                   | Наталья Касимцева                      | Олег Шумаров                    |                                                                        | 3:47         |
| 3.                  | «Поживи в моей шкуре»                         | Наталья Касимцева                      | Дмитрий Карпинчик               |                                                                        | 4:11         |
| 4.                  | «Всё хорошо»                                  | Илья Резник                            | Алла Пугачёва                   |                                                                        | 3:41         |
| 5.                  | «На коне»                                     | Александр Дементьев                    | Александр Дементьев             | исполнялась в Москве, не исполнялась в Минске                          | 3:04         |
| 6.                  | «Жизнь напоказ»                               | Мария Якубовская                       | Вячеслав Бодолика               |                                                                        | 4:24         |
| 7.                  | «Святая ложь»                                 | Диомид Костюрин                        | Алла Пугачёва                   |                                                                        | 5:16         |
| 8.                  | «Вольная»                                     | Константин Губин                       | Константин Губин                |                                                                        | 4:54         |
| 9.                  | «Тянет сердце руки»                           | Михаил Гуцериев                        | Максим Покровский               |                                                                        | 3:53         |
| 10.                 | «Как-нибудь»                                  | Александр Розенбаум                    | Александр Розенбаум             |                                                                        | 5:16         |
| 11.                 | «Танцевальный номер»                          | попурри из песен Аллы Пугачёвой        | попурри из песен Аллы Пугачёвой | танцевальный номер на попурри песен Аллы Пугачёвой                     | 3:23         |
| 12.                 | «Звезда»                                      | Диомид Костюрин                        | Алла Пугачёва                   |                                                                        | 5:08         |
| 13.                 | «Серое пальто»                                | Лариса Воронина                        | Николо Петраш                   |                                                                        | 5:22         |
| 14.                 | «Не делайте мне больно, господа»              | Александр Алов                         | Алла Пугачёва                   |                                                                        | 3:58         |
| 15.                 | «Что-то надо мне»                             | Валерий Растрига                       | Валерий Растрига                |                                                                        | 4:06         |
| 16.                 | «Соловушка»                                   | Владимир Сушко                         | Наталия Платицына               |                                                                        | 5:01         |
| 17.                 | «Свеча горела на столе»                       | Борис Пастернак                        | Алла Пугачёва                   | танцевальный номер премьера Большого театра Артёма Овчаренко           | 4:50         |
| 18.                 | «Мой друг»                                    | Виктория Воронина                      | Виктория Воронина               |                                                                        | 3:46         |
| 19.                 | «Любовь, похожая на сон»                      | Валерия Горбачёва                      | Игорь Крутой                    |                                                                        | 5:35         |
| 20.                 | «Я смогу»                                     | Джахан Поллыева                        | Игорь Крутой                    | исполнялась в Москве, не исполнялась в Минске, не попала в кино-версию | -            |
| 21.                 | «Женщина, которая поёт»                       | Кайсын Кулиев (перевод Наума Гребнева) | Алла Пугачёва, Леонид Гарин     |                                                                        | 5:54         |
| 22.                 | «На землю выпала роса»                        | Валерий Растрига                       | Валерий Растрига                |                                                                        | 4:40         |
| Общая длительность: | Общая длительность:                           | Общая длительность:                    | Общая длительность:             | Общая длительность:                                                    | 1:34:36      |

## Релиз фильма
Фильм снят на 16-миллиметровую киноплёнку. Над кино-версией концерта работали режиссёр Татьяна Гулина, оператор Алексей Куприянов.
Премьера картины состоялась 31 октября 2019 года в Барнауле и Благовещенске. В первый уикенд фильм шёл в городах Дальнего Востока (Владивосток, Магадан, Хабаровск, Южно-Сахалинск и др.) и Сибири (Иркутск, Красноярск, Новосибирск, Томск), затем география показов расширялась на запад, имитируя концертный тур артиста. На второй неделе добавились города Урала (Екатеринбург, Челябинск, Магнитогорск) и Приволжья (Уфа, Самара). На третьей — Кавказа и Юга России (Владикавказ, Махачкала, Волгоград и др.), на четвёртой — Центральной части страны (Брянск, Калуга, Тверь, Ярославль и др.). Всего фильм показали в 75 городах России. Только на пятой неделе фильм стали показывать в Москве и Санкт-Петербурге. 6 декабря певица лично представила картину на специальном показе в кинотеатре «Октябрь» в Москве.
Информационную поддержку ленте оказывал Первый канал. На протяжении всего проката в эфире телеканала выходили новостные репортажи о фильме, 29 ноября Пугачёва дала большое 20 минутное интервью информационной программе «Время», а 7 декабря вышла программа «Сегодня вечером», посвящённая работе артистки в кинематографе. 1 января 2020 года, несмотря на продолжающийся прокат в кинотеатрах, «Тот самый концерт» был показан в эфире Первого канала. По открытым данным компании Mediascope рейтинг телевизионного эфира концерта (по исследовательскому региону «Россия» в период с 30 декабря 2019 по 5 января 2020 года) составил 5 %, а доля зрителей — 14 %. «Тот самый концерт» расположился на 19-м месте среди «100 наиболее популярных программ среди россиян в возрасте старше 4 лет» и на 2-м месте по жанру «Музыкальные программы» за этот же период. Повтор фильма-концерта состоялся 7 января 2022 года на Первом канале.
Во время новогодних праздников в кинотеатрах демонстрировалась специальная караоке-версия фильма, подготовленная для того, чтобы зрители могли подпевать певице.

## Коммерческий успех и критика
На 6-й неделе показа «Алла Пугачёва. Тот самый концерт» стал самым кассовым фильмом-концертом российского постсоветского проката. За 7-й уикенд картина собрала больше, чем за два первых; СМИ назвали такой показатель «уникальной ситуацией в кинобизнесе». В России и странах СНГ фильм посмотрели свыше 320 000 зрителей, а общие сборы составили 93 063 851 рубль или 1 454 123 долларов США. Прокатчики отмечали, что «Тот самый концерт» привлёк в кинотеатры возрастную аудиторию, зрителей, которые редко ходят или не ходят в кино вообще.
Несмотря на такие показатели и сборы, некоторые СМИ заявили, что фильм провалился в прокате. В программе «Ты не поверишь!» на телеканале НТВ отметили, что проект «не принёс Пугачёвой ни копейки», а сведения о высоких сборах, якобы, распространяют представители Пугачёвой, «чтобы не ударить в грязь лицом». Телеканал не назвал источник, подтверждающий эту информацию, впоследствии другие СМИ в своих статьях ссылались уже непосредственно на программу «Ты не поверишь!». Возможно, журналисты НТВ, готовя этот репортаж, оперировали цифрами первых недель показа, когда картина шла в прокате на Дальнем Востоке, в Сибири и на Урале, не учитывая специфику показа данного проекта, имитирующую концертный тур артиста. Действительно, на первой неделе фильм собрал 1 млн, на второй — 4 млн, на третьей — 5 млн, на четвёртой — 3 млн рублей, но начиная с пятой недели, когда фильм стали демонстрировать в Москве и Санкт-Петербурге сборы возросли до 17 млн рублей (пятая неделя) и 35 млн рублей (шестая неделя показа).
Авторы рецензий указывали на малое количество известных, проверенных временем хитов Пугачёвой, которым она предпочла новый материал. Для юбилейного концерта и его кино-версии, на их взгляд, больше бы подошла компиляция из лучших песен певицы. Критики также выразили удивление использованию балета и подтанцовки у исполнительницы, в карьере которой концерты позиционировались как «театр одной певицы». Высказывались претензии и к качеству съёмки, монтажа и подачи материала, например, переходы цветных и монохромных фрагментов назвали «довольно банальными».
Среди других замечаний к фильму назывались: низкая художественная ценность, исполнение некоторых песен под фонограмму, съёмка ряда композиций в студийных павильонах ГЛАВКИНО. Музыкальный критик Сергей Соседов отметил:
Это не концерт, это собранный по номерам фильм — там собрали выступления с концертов, потом дописали в студии звук и так далее. Это всё пазлы. Когда такое собирают, получается ерунда.Сергей Соседов
Вместе с тем Соседов отметил успех картины в прокате, охарактеризовав его «оглушительным». С ним не согласен член экспертного совета по развитию информационного общества при Государственной думе Вадим Манукян. Он считает, что «Тот самый концерт» не является шоу ни мирового, ни местного уровня, а потому изначально был «обречён на провал».
Газеты «Коммерсантъ» и «Московский комсомолец» назвали юбилейный концерт Пугачёвой и его кино-версию — одним из главных событий 2019 года. Сама певица по версии премии ZD AWARDS газеты «Московский комсомолец» была названа главной персоной года.